# Horton Kirby
Horton Kirby est un village du Kent, en Angleterre. Il est situé dans le nord-ouest du comté, à 6 km au sud-est de la ville de Dartford, sur les berges de la Darent (en). Administrativement, il relève du district de Sevenoaks et constitue, avec le village voisin de South Darent (en), la paroisse civile de Horton Kirby and South Darenth. Au recensement de 2011, cette paroisse comptait 3 492 habitants.